# الرمان (الرمان)
الرمان هو دُوَّار يقع بجماعة ملوسة، إقليم الفحص أنجرة، جهة طنجة تطوان الحسيمة في المملكة المغربية. ينتمي الدوّار لمشيخة الرمان التي تضم 3 دواوير. يقدر عدد سكانه بـ 1728 نسمة حسب الإحصاء الرسمي للسكان والسكنى لسنة 2004.

## روابط خارجية
- البوابة الوطنية للجماعات الترابية
- المندوبية السامية للتخطيط